# Juan Antonio Hormigón
Juan Antonio Hormigón Blázquez (Zaragoza, 10 de octubre de 1943-Madrid, 14 de abril de 2019) fue un dramaturgo, director, pedagogo y traductor español. Destacó también como investigador, editor, crítico y gestor teatral (animador cultural). Secretario general y fundador de la ADE (Asociación de Directores de Escena de España). 
Coordinó trabajos de investigación teatral como Autoras en la historia del teatro español (1500-2000) y Directoras en la historia del teatro español (1550-2002).

## Biografía
Licenciado en Medicina por la Universidad de Zaragoza en 1965. Tras dos años de ejercer como médico, Juan Antonio Hormigón se dedicó de forma íntegra a la actividad teatral que ya practicaba desde 1962 como director del teatro Universitario de Zaragoza, y que, en 1963 con la obra de Friedrich Schiller Los bandidos, le había supuesto el Premio Nacional de Dirección de Teatro Universitario; también en ese entorno puso en escena Las galas del difunto y La hija del capitán (1964), iniciando con ello una larga experiencia en la obra de Valle Inclán que le llevaría a ser uno de los mayores especialistas en el dramaturgo gallego.
Tras un año en el «Centre Universitaire International de Formation et Recherches Dramatiques», de la Universidad de Nancy, regresó a su ciudad natal donde dirigiría el Teatro de Cámara de Zaragoza (1966-1969). Trasladado en 1975 a Madrid, creó la Compañía de Acción Teatral con la que llevó a escena algunos de los títulos y autores que luego seguirán apareciendo reiteradamente en su historial (La Mojigata de Moratín, en 1981, o La locandiera de Carlo Goldoni, en 1985).
En el capítulo más claramente pedagógico, fue director del Seminario de Teatro del Instituto Alemán de Madrid (1973-1978) y en 1976 ingresó como profesor de "Dramaturgia y Estética Teatral" en la Real Escuela Superior de Arte Dramático de Madrid; en los años que siguen (1977-1985) ejerció así mismo la dirección del Aula de Teatro de la Universidad Complutense de Madrid.
Entre 1979 y 1982, participó de forma activa en un conjunto de actividades de reunión teatral entre México y España, entre ellas la puesta en escena de Los veraneantes de Gorki (que obtuvo el Premio de la Crítica Mexicana al Mejor Director de la Temporada), y la realización y dirección de los actos dedicados a Calderón de la Barca en el ámbito de la Universidad Nacional Autónoma de México, así como la presentación de La Mojigata en el Festival Cervantino de Guanajuato y en el Teatro Jiménez Rueda de Ciudad de México. 
Secretario General de la Asociación de Directores de Escena de España desde 1982, aquel mismo año dirigió las “Jornadas de Teatro Clásico de Almagro” con el tema genérico: La puesta en escena de los clásicos en el teatro contemporáneo.
En 1985, Hormigón creó la Revista ADE-Teatro, principal órgano en el campo de la dramaturgia española, de la que durante muchos años fue director. El resto de esa década lo dedicó al "Cincuentenario Valle Inclán" y su cobertura cultural, incluido el Simposio Internacional sobre Valle Inclán. 
El reconocimiento a su tarea docente se materializa en 1989,[3] al conseguir por oposición la Cátedra de Dirección de Escena en la Real Escuela Superior de Arte Dramático de Madrid
En 1989 comienza a dirigir las Publicaciones de la ADE .
En 1990 escribe y dirige el espectáculo de Homenaje a Bertolt Brecht, estrenado en el Centro Cultural Villa de Madrid.
En 1991 escribe Excluida del paraíso. Es nombrado miembro del Consejo de Teatro del Ministerio de Cultura.
Este mismo año interviene como actor en la escenificación de Los aprendices de brujo que dirige Josep Montanyés.
En 1992 escribe y publica Esto es amor y lo demás..., que se estrena un año después. Este mismo año escribe y dirige Batalla en la Residencia, trabajo dramatúrgico del que es autor, a partir de textos de Unamuno, Valle Inclán, Azorín, Azaña, Buñuel, Lorca, Max Aub, Gómez de la Serna, Araquistain, Rivas Cheriff, Margarita Xirgu, Sender, Ortega y Gasset, etc. También interviene como actor.
En 1993 es Coordinador General del Bicentenario Goldoni. En ese año escribió, con Fernando Doménech A la sombra de las luces, celebración en torno a Goldoni que él mismo pone en escena. También intervino como actor.
Desde 1996 fue vocal de la Junta Directiva de la Asociación de Revistas Culturales de España.
En octubre de 2000 fue coordinador de la Sección de Teatro del I Encuentro Mundial de las Artes celebrado en Valencia. Así mismo fue igualmente coordinador de la misma sección en el II Encuentro Mundial, celebrado en la misma ciudad en octubre de 2002. 
En 2005 dirigió la dramatización de Eduardo III de W. Shakespeare en el Teatro Español de Madrid. 
En 2010, bajo su dirección, la Compañía Nacional de Teatro de México presentó su adaptación de El trueno dorado, de Valle-Inclán.
Falleció en Madrid a los 75 años de edad.

### Crítico y pedagogo
En el campo del periodismo crítico, fue colaborador en publicaciones y revistas especializadas, entre ellas Triunfo, El País, Informaciones, Tele/eXpres, El Día (Canarias), Andalán, Argumentos, Comunicación, Cuadernos para el Diálogo, Cuadernos Hispanoamericanos, La Calle, Tiempo de Historia, Escénica (México), Action Théâtre (Francia).
Hormigón impartió cursos en diversos centros docentes españoles (Instituto del Teatro de Barcelona, Aulas de Teatro de las Universidades de Valladolid, Murcia, Granada y Málaga, Instituto del Teatro de Gijón) y universidades (Menéndez Pelayo de Santander, Complutense de Madrid, La Laguna, Oviedo, Salamanca, Santiago de Compostela, Universidad del País Vasco, de Extremadura, de Castilla-La Mancha) y otros centros extranjeros (Milán, Buenos Aires, Washington, México, La Habana, Bogotá, Pontificia de Lima, Simón Bolívar de Caracas). También participó en congresos del ámbito teatral en España, Francia, Yugoslavia, República Democrática Alemana, Venezuela, Portugal, Italia, Cuba, Colombia, Estados Unidos, Siria, México, Gran Bretaña, Canadá, etc.

## Obra

### Teatro

#### Como autor (selección)
- Judith contra Holofernes (1973)
- Excluida del Paraíso (1991)
- Esto es amor y lo demás... (1992)
- Batalla en la Residencia (1992)
- A la sombra de las luces (1992), en colaboración con Fernando Domenech
- Comienzo de la era del hierro (1994)
- ¿Qué hizo Nora cuando se marchó? (1994), con J. R. Fernández, C. Rodríguez y F. Domenech
- Larga espera (2000), en colaboración con Laura Zubiarrain
- Una comida particular (2011)

#### Como traductor y adaptador (selección)
- La dama del olivar  de Tirso de Molina (1970)
- El dragón de E. Schwartz (1975)
- Julio César de William Shakespeare (1977)
- La política de restos de Arthur Adamov (1978)
- La Mojigata de Leandro Fernández Moratín (1982)
- La vengadora de las mujeres de Lope de Vega (1986)
- El trueno dorado de Ramón del Valle-Inclán  (2010)

### Estudios
- Entre lo más destacado de su trabajo de investigación teatral está la dirección y diseño de los dos estudios titulados Autoras en la Historia del Teatro Español (1500-2000) (1996, 1997 y 2000), cuatro volúmenes),[6] y Directoras en la Historia del Teatro Español (1550-2002) (2002, tres volúmenes)
- Valle-Inclán: Biografía cronológica y Epistolario (2006 y 2007, tres volúmenes)
- El legado de Brecht (2012), premio “Leandro Fernández de Moratín” para estudios teatrales 2013

### Teoría teatral
- La profesión del dramaturgista (2011)
- Del personaje literario dramático al personaje escénico (2008)
- El sentido actual del teatro (1995)
- Trabajo dramatúrgico y puesta en escena (1991; 2ª ed. 2002, 3ª ed. 2008)
- Investigaciones sobre el espacio escénico (1970)

### Narrativa y poesía
- Dos luces en la espesura (2015), poesía
- Un otoño en Venecia (2009), novela
- He conocido a Zaubrek (1994) (Aforismos y narraciones)
- Ser Memoria de ti (1991), poesía

## Premios y reconocimientos
Juan Antonio Hormigón recibió en 1963 el Premio Nacional de Dirección de Teatro Universitario por su escenificación de la obra de Friedrich Schiller Los bandidos. En 1979, realizó en México la puesta en escena de Los veraneantes de Gorki, con la que obtuvo el Premio de la Crítica Mexicana al Mejor Director de la Temporada. En 2012 publicó El legado de Brecht, que se alzó con el premio “Leandro Fernández de Moratín” para estudios teatrales 2013. En 2015 se le concedió la 'medalla de oro' de la Academia de las Artes Escénicas de España y por su trabajo como investigador y su trayectoria y compromiso con el Teatro Universitario en 2018 recibió el premio —a toda una carrera— de la Federación Española de Teatro Universitario.